# (22618) Silva Nortica
(22618) Silva Nortica – planetoida z pasa głównego asteroid okrążająca Słońce w ciągu 3 lat i 197 dni w średniej odległości 2,32 j.a. Została odkryta 28 maja 1998 roku w Kleť Observatory w pobliżu Czeskich Budziejowic przez Miloša Tichego. Nazwa planetoidy pochodzi od Silvy Nortici, łacińskiej nazwy historycznej krainy obejmującej Kraj południowoczeski oraz Dolną Austrię. Przed nadaniem nazwy planetoida nosiła oznaczenie tymczasowe (22618) 1998 KK9.